# Zoop
Zoop − компьютерная игра в жанре головоломки, разработанная Hookstone Productions и изданная Viacom New Media. Некоторые из её правил похожи на правила игры в аркадной игре Plotting (известной в некоторых регионах как Flipull), но в отличие от Plotting, Zoop работает в режиме реального времени. Официально игра Zoop была выпущена для Game Boy, Sega Game Gear, Sega Mega Drive, Super NES, Atari Jaguar, Sega Saturn (только в Японии), PlayStation, MS-DOS и Macintosh. Чтобы вызвать интерес к игре, Blockbuster предложил игру в качестве бесплатной аренды для Super NES в течение ограниченного времени.

## Игровой процесс
Игрок управляет треугольником в центре экрана. Каждую секунду (или чаще на продолжительных уровнях) часть приходит со стороны и, возможно, толкает другие части вперёд. Две последовательные части никогда не придут из того же квадранта, а последовательности одинаковых фигур одного ряда длиннее, статистически, чем можно было бы подумать. Если часть попадает в центральный квадрат, игра заканчивается.
Если игрок стреляет в кусок того же цвета, что и его треугольник, он «очищается» и прибавляются очки. Если кусок, расположенный за мишенью, также имеет один и тот же цвет, он также «очищается». То же самое касается следующей части, и так далее. Если кусок цвета, отличающийся от текущего куска игрока, снимается, кусок игрока будет переключаться с ним цветами. Это также то, что происходит, когда кусок другого цвета встречается после «очищения» одной или нескольких частей того же цвета.
Когда достигнута квота «очищений», игра ускоряется, и фон меняется (до уровня 10).
Различные специальные части делают разные вещи:
- Бомба с близостью (имеющая форму молнии) взрывает куски в области 3 × 3, центрированной в целевой части.
- Линейная бомба (часто имеющая форму шестерни) очищает целую линию цели.
- Цветная бомба (часто имеющая форму пятна краски) очищает все кусочки в квадранте, соответствующем целевой части.
- Соберите пять частей весны, чтобы очистить весь экран.
- Если часть сдвигается прямо рядом с центральным квадратом, она немедленно исчезает. Таким образом, игрок может не проиграть из-за бонуса, поступающего на средний квадрат.

### Очки
В общем и целом, каждая очищенная вещь стоит 100 очков. В случае одновременного сгибания более чем одной фигуры каждая деталь стоит на 100 пунктов больше, чем фигура перед ней. Например, зонирование 3-х частей даёт 100 + 200 + 300 = 600 очков. Кроме того, если строка заполнена (добавляется ещё одна часть, это приведёт к потере игры), и все фигуры имеют одинаковый цвет, зонирование строки получает бонус в 5000 очков за меньшие строки сверху и снизу, И 10 000 для строк слева и справа. Все фишки, очищенные в результате любого из четырёх предметов бонуса, стоят 100 очков.

### Опти-вызов
Чтобы ещё более усложнить ситуацию, в игре также использовалось то, что называлось фоном «opti-challenge». По ходу игры фоны становились все более отвлекающими. Раньше это предполагало использование контрастных цветов и все более запутанных цветовых схем. Фоновые шаблоны также стали бы более сложными и сделали бы тонкое использование асимметричных элементов. В конечном счёте, на фоне 9-го уровня использовались чёрно-белые плитки, примерно размером с вторгающиеся фигуры, а на центральном квадрате была картина облаков, которая расширялась, чтобы заполнить экран на уровнях 10 и более поздних. Хотя элемент opti-challenge в игре использовался в качестве точки продажи, информации о самой технике очень мало, и ни одна другая игра на рынке никогда открыто не утверждала, что использует графику opti-challenge.

### Звук и музыка
Версия DOS игры поддерживает различные звуковые карты, а также функции wavetable-like MIDI-музыки. Звуковые эффекты имеют мультяшный тон в соответствии с яркими цветами, используемыми на сцене. Музыка в основном джаз, и "развивается" с игрой. На экранах названий и опций, а также на первых этапах представлены мелодии «гладкого джаза». По мере усложнения уровней музыка становится все более напряжённой, добавляя к быстро развивающейся атмосфере игры.

## Оценки
| Иноязычные издания   | Иноязычные издания |
| Издание              | Оценка             |
| -------------------- | ------------------ |
| EGM                  | 5,875/10 (GG)      |
| Next Generation      | (SNES) · (JAG)     |
| Sega Saturn Magazine | 62 % (GEN)         |

Четыре обозревателя Electronic Gaming Monthly раскритиковали версию Game Gear за плохой звук даже по стандартам Game Gear, но в остальном были разделены по игре. Один из них сказал: «Это больше похоже на работу, чем на что-либо другое, и это, безусловно, не вызывает привыкания»; Два из них сказали, что в ней нет ничего особенного, но все ещё вызывает привыкание и приятность для игроков всех уровней мастерства; И четвёртый назвал её «обязательной».
Рассмотрев версию SNES, критик из Next Generation счёл, что игровой процесс слишком сложен, заключая, что «Это не так уж плохо, но идея не настолько интуитивна, и, как только вы пройдете обучение, у нее не будет привыкания к качеству, в котором нуждаются такие игры ».
Журнал Sega Saturn Magazine (ранее Sega Magazine) дал Genesis / Mega Drive версии 62%, заявив, что игра «имеет любопытную навязчивость тетриса до определенной степени», но что она омрачена более сложными и графически впечатляющими играми, чем на рынке .
Просмотрев версию Jaguar, GamePro отметил, что она не внесла никаких изменений в предыдущие версии игры. Next Generation так же заявляли, что «в то время как Zoop - приятная игра, это не совсем вторичная загадка ... Игры, такие как Tetris и Bust- A-Move обладают неоспоримой магией, и хотя у Zoop есть механика великолепной логической игры, ей не хватает этой магии ». Похвалили темп действий, в том, что игра требует полного внимания игрока с самого начала.